# Broekburgvaart
De Broekburgvaart (Frans: Canal de Bourbourg) is een ongeveer 20 km lang kanaal, genoemd naar het stadje Broekburg (Frans: Bourbourg). Het werd tussen 1675 en 1685 gegraven, waarbij voor een groot deel de bedding van het afwateringskanaaltje de Vliet werd gevolgd. 
De Broekburgvaart verbindt de Aa aan de westkant van het stadje Broekburg met de binnenhavens van Duinkerke. Het loopt door Kraaiwijk en de zuidkant van Groot-Sinten en verder tussen de plaatsen Klein-Sinten en Kapelle en eindigt in het verbindingskanaal in de binnenhavens van Duinkerke, waar het kanaal samenkomt met de Havendijk, het Kanaal Nieuwpoort-Duinkerke en de Moerenvaart.
Net na Kraaiwijk begint het Afleidingskanaal van Mardijk; dit kanaal is een aftakking van de Broekburgvaart en loopt richting Mardijk en de Duinkerkse binnenhavens. Bij het gehucht Koppenaksfoort (waarvan het grootste deel tot de gemeente Broekkerke behoort) stroomt het Afleidingskanaal van de Kolme in de Broekburgvaart. 